# Port Huron
Port Huron è un comune degli Stati Uniti d'America, situato nello Stato del Michigan, nella contea di St. Clair, della quale è anche il capoluogo. Si trova dalla parte opposta, rispetto al fiume Saint Clair, del villaggio canadese di Point Edward, al quale è collegato tramite il Blue Water Bridge.